# اثر اوبرت
در فضانوردی انجام یک پرواز کناری موتوری، اثر اوبرت (انگلیسی: Oberth effect) یا مانور اوبرت نامیده می‌شود و آن مانوری است که در آن فضاپیما در چاه گرانشی موجود سقوط می‌کند و سپس با استفاده از موتورهای خود بر سرعت سقوط خود می‌افزاید و در نتیجه به سرعت بیشتری برای اجرای یک مانور دست می‌یابد. این روش موثرتری برای به دست آوردن انرژی جنبشی بیشتر در مقایسه با ایجاد آن ضربهٔ پیشرانه‌ای در خارج از یک چاه گرانشی است. این افزایش بهره‌وری با اثر اوبرت توضیح داده می‌شود؛ در حالی که استفاده از موتور واکنش در سرعت‌های بالاتر، تغییر بیشتری در انرژی مکانیکی نسبت به استفاده از آن در سرعت‌های پایین ایجاد می‌کند. از نظر عملی، این بدان معناست که کارآمدترین روش برای سوزاندن سوخت توسط یک فضاپیما در کمترین پری آپسیس مداری ممکن است؛ هنگامی که سرعت مداری آن (و بنابراین، انرژی جنبشی آن) بیشتر است. در برخی موارد، حتی برای صرفه جویی در سوخت کاهنده فضاپیما در چاه گرانشی، ارزش استفاده از بهره‌وری اثر اوبرت را دارد. این مانور و اثر به نام شخصی که اولین بار در سال ۱۹۲۷ توصیف کرد، هرمان اوبرت، فیزیکدان آلمانی‌تبار اتریشی-مجارستانی و بنیانگذار موشک سازی مدرن نامگذاری شده‌است.